# Otitesella longicauda
Otitesella longicauda är en stekelart som beskrevs av Van Noort 1997. Otitesella longicauda ingår i släktet Otitesella och familjen fikonsteklar.
Artens utbredningsområde är:
- Elfenbenskusten.
- Saudiarabien.
- Tanzania.

Inga underarter finns listade i Catalogue of Life.